# Earl of Abergavenny (Schiff)
Die Earl of Abergavenny war ein britisches Handelsschiff, das zu der besonderen Klasse der East Indiaman gehörte. Das Schiff wurde von der East India Company betrieben und transportierte nicht nur Fracht, sondern auch Passagiere. Ebenso war es mit einem Letter of marquee (deutsch: Kaperbrief) ausgestattet und bewaffnet.
Die Earl of Abergavenny wurde 1796 in Northfleet, Kent, gebaut und nach Henry Nevill, 2. Earl of Abergavenny benannt.
Ihre erste Fahrt führte sie von Portsmouth über Bombay und Malacca nach Whampoa und zurück nach England zwischen dem 18. März 1797 und dem 18. Oktober 1798.
Ihre zweite Fahrt führte sie von Portsmouth über Penang nach Whampoa und zurück nach England zwischen dem 13. Juni 1799 und dem 23. September 1800.
Auf beiden Fahrten stand sie unter dem Kommando von John Wordsworth senior, dem Onkel von William Wordsworth.
Ihre dritte Fahrt macht die Earl of Abergavenny unter dem Kommando von John Wordsworth junior, dem Bruder William Wordsworths, ab dem 19. Mai 1801 erneut über Penang, Malacca nach Whampoa und zurück nach England, wo sie am 5. September 1802 eintraf.
Auf ihrer vierten Fahrt, zu der sie am 6. Mai 1803 England erneut unter dem Kommando von John Wordsworth jr. verließ, war sie am 14. Februar 1804 bei der Seeschlacht von Pulo Aura anwesend, nahm selbst aber nicht an der Schlacht teil. Sie kehrte am 8. August 1804 nach England zurück.
Die Earl of Abergavenny verließ den Hafen von Portsmouth am 1. Februar 1805 mit vier anderen Schiffen für ihre fünfte Fahrt über Indien nach China. Der für die Fahrt durch den Ärmelkanal notwendige Lotse verspätete sich und die Ebbe setzte ein. Bei stürmischen Wind und ablaufendem Wasser wurde das Schiff daraufhin am 5. Februar 1805 auf die Untiefe der Shambles am Portland Bill gedrückt. Von den 402 Menschen an Bord starben 263 Personen, darunter John Wordsworth junior.
Das Wrack liegt in 60 Meter Tiefe drei Kilometer vor dem Strand von Weymouth. Es erhielt im Jahr 2024 einen geschützten Status, der es vor Tauchern und anderen Neugierigen bewahren soll.
William Wordsworth schrieb ein kurzes Gedicht in Erinnerung an das letzte Treffen der beiden Brüder am 29. September 1800 und den Abschied am Grisedale Tarn zur Würdigung seines Bruders. Canon Hardwick Rawsley, einer der Gründer des National Trust, ließ dieses Gedicht auf einem Stein, der den Abschiedsort markiert, anbringen. Der Stein ist als Brothers Parting Stone bekannt.